# فيليب سالوم
فيليب سالوم (بالإنجليزية: Philip Salom)‏ (8 أغسطس 1950، بانباري في أستراليا)؛ شاعر وروائي أسترالي.